# Chirbat Iribbin
Chirbat Iribbin (arab. ‏خربة عربي‎) – nieistniejąca już arabska wieś, która była położona w Dystrykcie Akki w Mandacie Palestyny. Wieś została wyludniona i zniszczona podczas I wojny izraelsko-arabskiej, po Sił Obronnych Izraela w dniu 31 października 1948.

## Położenie
Chirbat Iribbin leżała wśród wzgórz Górnej Galilei, w odległości 23 kilometrów na północny wschód od miasta Akka. Według danych z 1945 do wsi należały ziemie o powierzchni 1146,3 ha. We wsi mieszkało wówczas 360 osób.
| własność gruntów | powierzchnia gruntów (hektary) |
| ---------------- | ------------------------------ |
| Arabowie         | 1142,2                         |
| Żydzi            | 0                              |
| publiczne        | 2,1                            |
| Razem            | 1146,3                         |

## Historia
W okresie panowania Brytyjczyków Chirbat Iribbin była małą wsią.

Podczas wojny domowej w Mandacie Palestyny w rejonie wioski stacjonowały siły Arabskiej Armii Wyzwoleńczej. Podczas I wojny izraelsko-arabskiej w październiku 1948 Izraelczycy przeprowadzili operację Hiram. W dniu 31 października Chirbat Iribbin została zajęta przez izraelskich żołnierzy. Następnie wysiedlono wszystkich mieszkańców, a domy wyburzono.

## Miejsce obecnie
Na terenie wioski Chirbat Iribbin powstała beduińska wieś Aramisza.
Palestyński historyk Walid Chalidi, tak opisał pozostałości wioski Chirbat Iribbin: „Teren jest pokryty szczątkami domów. Zachowało się kilkanaście studni i jaskiń”.